# Adhurgunbadh
Adhurgunbadh (en grec  Ἀδεργουδουνβάδης, Adergoudounbades), est un important noble, général et gouverneur perse sassanide sous les règnes de Kavadh Ier (r. 488-531) et Khosrô II (r. 531–579). Sa vie n'est connue que par le récit de l'historien byzantin Procope de Césarée.

## Biographie
Adhurgunbadh apparaît pour la première fois en 488. Bien qu’encore jeune homme à l’époque, Procope mentionne qu'il avait déjà une certaine réputation en tant que soldat. Il aide cette année-là la montée sur le trône perse de Kavadh aux dépens de son oncle Valash. Pour le récompenser, Kavadh nomme Adhurgunbadh à l'important poste de kanarang, gouverneur de la province nord-est de Abarshahr qui jouxte le territoire des Hephthalites, remplaçant son parent, Gushnaspdad (Gousanastades), qui est exécuté,. 
Peu de choses sont connues sur Adhurgunbadh pendant les décennies suivantes. Procope rapporte d’importants succès militaires au cours desquels il soumet douze tribus barbares au contrôle perse. Il participe à la guerre d'Anastase et est impliqué dans le siège puis la capture d'Amida en 502. 
Quand Khosrô monte sur le trône en 531, une conspiration vise à le renverser et assoir son neveu Kavadh, le fils de son frère aîné Zamasp (Zames), élevé par Adhurgunbadh, sur le trône. La conspiration est découverte puis supprimée, mais Kavadh n'était pas à la cour. Khosrô ordonne alors a Adhurgunbadh de l'exécuter, mais celui-ci désobéit et continue à élever le jeune homme en secret. Il est finalement trahi par son propre fils Bahram (Varranes) en 541. Khosrau le fait exécuter, mais Kavadh, ou quelqu'un prétendant l'être, réussit à fuir en Empire byzantin,,.